# Stea dublă (roman)
Stea dublă sau Substituirea (1956) (titlu original Double Star) este un roman științifico-fantastic scris de Robert A. Heinlein. A apărut în foileton în revista americană Astounding Science Fiction în lunile februarie, martie și aprilie 1956, apoi a fost publicat sub formă de carte în același an.
La Worldcon-ul din 1957 a primit premiul Hugo pentru cel mai bun roman al anului precedent.

## Intriga
Povestea, narată la persoana întâi, se învârte în jurul lui Lawrence Smith (al cărui nume de scenă este Lorenzo Smythe, sau "Marele Lorenzo"), un strălucitor actor și mim ajuns falit. El este angajat pentru a fi dublura unuia dintre cei mai proeminenți politicieni ai sistemului solar, ale cărui viziuni le dezaprobă complet: John Joseph Bonforte. Bonforte este conducătorul coaliției Expansioniste, care are șanse mari de a câștiga la următoarele alegeri. Însă Bonforte a fost răpit de oponenții politici, iar ajutoarele lui au nevoie ca Smith să îl impersoneze până reușesc să îl găsească.
Smith începe transformarea fizică și psihică pentru a deveni Bonforte, care merge de la susținerea viziunilor politice pe care înainte de dezaproba, până la intrarea în rândul marțienilor (în urma unei ceremonii de investire de o importanță capitală pentru viitorul sistemului solar) față de care are o adevărată fobie. Bonforte este salvat, dar tratamentul la care a fost supus de răpitori i-a șubrezit sănătatea. Smith este obligat să-și continue reprezentația și, în condițiile demisiei actualului guvern, să devină chiar Ministrul Suprem și să candideze la alegeri.
Scopul politic al acestor alegeri îl reprezintă acceptarea votului marțienilor într-un sistem solar condus de oameni. Bonforte câștigă alegerile, dar vestea îi aduce moartea; astfel, Smith nu are altă opțiune decât să renunțe la vechea sa viață de actor și să și-o asume pe cea a politicianului, până la moarte. Într-o concluzie retrospectivă de după douăzeci și cinci de ani, Lorenzo 'a devenit' Bonforte, suprimându-și permanent adevărata sa identitate. Cariera sa a fost încununată cu succes, reușind să ducă mai departe idealurile lui Bonforte cât de bine s-a priceput. La sfârșit, Lorenzo privește viața sa anterioară - cu realizările, eșecurile și ideile ei preconcepute - ca și cum ar fi aparținut unei alte persoane.

## Sistemul politic
Sistemul politic descris în carte este o monarhie constituțională, Casa de Orania furnizând Împăratul sistemului solar. Împăratul domnește (dar nu conduce) dintr-un palat situat pe Lună, puterea reală aflându-se în mâinile unui Ministru Suprem, care are nevoie de sprijinul Marii Adunări. Alegerile pentru Adunare se țin în sistem parlamentar - există o limită superioară de timp între alegeri (cinci ani), dar ele pot fi ținute mai des dacă aceasta este decizia Primului Ministru, sau dacă ele sunt forțate de pierderea votului de încredere.
Inițial, Statele Unite au avut un statut de asociere nespecificat, dar ulterior au obținut integrarea totală. În cadrul sistemului, SUA îți menține intactă autonomia internă, fiind o voce puternică în afacerile Imperiului (însuși Bonforte este american).
Puterea legislativă se află în mâinile Marii Adunări, care se întrunește tot pe Lună (unde se află și birocrația imperială), majoritatea membrilor reprezentând o zonă a Pământului sau o altă planetă, în timp ce resul reprezintă elemente constituente care nu sunt legate de un loc geografic (de exemplu, piloții spațiali). La fel ca în sistemul britanic, reprezentanții nu sunt obligați să locuiască în districtul lor sau să fie membri ai elementelor constituente non-geografice. Candidații "districtelor de siguranță" sunt numiți de la centru, iar extratereștrilor nu li se permite să fie membri ai Adunării - deși pot vota în alegeri pentru reprezentanți - excluziune împotriva căreia militează Bonforte. Pasajul de la finalul romanului confirmă faptul că inițiativa sa a avut succes, deși a condus la o pierdere temporară a puterii din partea partidului său.

## Opinii critice
Reputatul scriitor și critic science fiction James Blish nu a fost un adept al modului în care Heinlein își trata la persoana întâi protagoniștii din numeroase romane. Totuși, în 1957 el a afirmat că "singurul narator la persoana întâi creat de Heinlein care este om complet independent, viu este Marele Lorenzo din Stea dublă. Lorenzo este complet, începând din copilăria sa - influența tatălui asupra modului său de gândire este una dintre cele mai puternice teme ale romanului — și continuând cu presiunea la care a fost supus ulterior, acestea fiind strâns legate de personajul său."  
Recenzorul de la Galaxy Floyd C. Gale a lăudat romanul, considerându-l "un excelent exemplu al abilității lui Heinlein de a folosi una dintre cele mai vechi intrigi din literatură . . . și de a o prezenta ca o experiență plăcută pentru cititor." Admițând "o anumită rezervă, chiar dezamăgire", Anthony Boucher a concluzionat totuși că Heinlein a "creat pur și simplu un roman agreabil de divertisment, reușind admirabil ceea ce și-a propus."

## Vezi și
- 1956 în științifico-fantastic